# Negrapelissa
Negrapelissa (en francès Nègrepelisse) és un municipi francès situat al departament de Tarn i Garona i a la regió d'Occitània.

## Demografia
| 1962                                       | 1968  | 1975  | 1982  | 1990  | 1999  | 2006  |
| ------------------------------------------ | ----- | ----- | ----- | ----- | ----- | ----- |
| 2.269                                      | 2.409 | 2.589 | 2.871 | 3.326 | 3.487 | 4.511 |
| Des de 1962: població sense dobles comptes |       |       |       |       |       |       |

## Administració
| Període | Identitat   | Partit        |
| ------- | ----------- | ------------- |
| 2001-   | Jean Cambon | Divers gauche |